# Bogdan Ivan
Bogdan-Gruia Ivan (n. 24 martie 1991) este un politician român, ales deputat de Bistrița-Năsăud în 2020 și 2024 din partea Partidului Social Democrat (PSD).   
Începând cu anul 2023, a ocupat posturi diferite de ministru în diferite guverne la care a participat partidul său. Din 2025 este ministru al energiei în guvernul Ilie Bolojan.  

## Educație și formare
Bogdan Ivan a absolvit Facultatea de Științe Politice, Administrative și ale Comunicării din cadrul Universității Babeș-Bolyai din Cluj-Napoca, specializarea Administrație publică (2009–2012). Ulterior, a urmat un program de masterat în Comunicare și Relații Publice la aceeași instituție (2012–2014).
În 2016, s-a înscris la Școala Doctorală de Sociologie a Universității din București. În anul 2024, a obținut oficial titlul de doctor în sociologie, cu teza de doctorat intitulată „Aspecte ale specificului organizațional al României. Modele socio-organizaționale de actualizare a politicilor de resurse umane în rândul funcționarilor publici”. 

## Carieră politică
Între 2012 și 2020, Bogdan Ivan a fost consilier și purtător de cuvânt al președintelui Consiliului Județean Bistrița-Năsăud.
În decembrie 2020, a fost ales deputat în Parlamentul României, activând în cadrul Comisiei pentru tehnologia informației și comunicațiilor, unde a deținut funcțiile de secretar și, ulterior, vicepreședinte.
Bogdan Ivan a fost unul din cei 129 de deputați și senatori care au inițiat Legea Interoperabilității – Legea nr. 242 din 20 iulie 2022 privind schimbul de date între sisteme informatice și crearea Platformei naționale de interoperabilitate – actul normativ care elimină dosarul cu șină și pe baza căruia instituțiile vor avea un limbaj tehnic comun.
În iunie 2023, Bogdan Ivan a fost numit ministru al cercetării, inovării și digitalizării, devenind astfel cel mai tânăr ministru al guvernului Marcel Ciolacu. În octombrie 2023, a semnat Ordinul pentru publicarea Normelor de referință pentru realizarea interoperabilității, care stabilește mijloacele tehnologice de realizare a interoperabilității bazelor de date din întreaga administrație publică. 
În decembrie 2024, ca ministru al Cercetării, Inovării și Digitalizării, a recepționat instalarea tuturor echipamentelor pentru componenta de cloud dedicat care este parte din Cloudul Guvernamental al României, investiție în valoare de 500 de milioane de euro finanțată prin Planul Național de Redresare și Reziliență (PNRR), care aduce într-un singur loc sistemele informatice ale administrației.
La 23 decembrie 2024, a preluat portofoliul Ministerului Economiei, Digitalizării, Antreprenoriatului și Turismului. Bogdan Ivan a coordonat lansarea celei de-a patra ediții a programului Start-Up Nation, prin care guvernul își propunea să finanțeze cu fonduri europene 7.500 de tineri antreprenori români, fiind create peste 15.000 de noi locuri de muncă. În acel an, au fost folosite în program unelte de inteligență artificială care analizează automat cererile de finanțare și generează rezultate mult mai rapide.
În vara lui 2025, a trecut la conducerea Ministerului Energiei, în guvernul Ilie Bolojan.